# Шебеко Віра Олексіївна
Віра Олексіївна Шебеко (нар.. 10 липня 1938, село Смородинка, Крупський район, Мінська область, БРСР) — диктор Центрального телебачення СРСР, редактор головної редакції інформації ЦТ СРСР, програми «Новини».

## Життєпис
У 1965 році закінчила відділення російської мови та літератури Білоруського державного університету, після університету працювала диктором на білоруських радіостанціях, з 1968—1971 рр. працювала на Гродненському телебаченні, була членом КПРС до 1991 року.
У 1971—1991 роках працювала на Центральному телебаченні в дикторському відділі. Була ведучою програми «Час», а також циклу передач «Товариш пісня» та інших програм. Вела трансляції з Червоної площі .
Була однією з перших провідних інформаційної програми «Час» разом із [[Кирилов Ігор Леонідович|Ігорем Леонідовичем Кириловим].
19 серпня 1991 року у період виступу ДКНС на центральному телебаченні у програмі «Час» разом із диктором Євгеном Кочергіним зачитала заяву ДКНС про неможливість виконання Президентом СРСР Михайлом Горбачовим своїх обов'язків за станом здоров'я та про введення в країні надзвичайного стану .
У пострадянський час була педагогом мови на телеканалах НТВ і " НТВ-Плюс ", кілька років займалася зі співробітниками даних телеканалів, навчаючи грамотності мови, що звучить у кадрі. .

## Особисте життя
Чоловік — Меліс Ваакович Мшецян — журналіст.
Син Юрій Мшецян — гітарист гурту «Епідемія» .
Внучка — Аліса Мелісова (нар. 2009).

## Визнання та нагороди
- Заслужена артистка РРФСР (1985)
- Орден «Знак Пошани»